# Felipe Trevizan Martins
Felipe Trevizan Martins, o simplemente  Felipe, (nacido en Americana, São Paulo el 15 de mayo de 1987) es un jugador de fútbol brasileño que juega como defensa en el Hannover 96 de la 2.Bundesliga alemana.  

## Carrera
Comenzó en los escalafones inferiores del Coritiba FC en 1999 para saltar al primer equipo en el 2007. ya en la temporada del 2009-10 ficha para el Standard Lieja, equipo en el que estuvo durante 4 temporadas. Finalmente en la temporada 2012/2013 fcicha por el equipo germano.